# Akai Hideyuki
Hideyuki Akai (sinh ngày 2 tháng 5 năm 1985) là một cầu thủ bóng đá người Nhật Bản.

## Sự nghiệp câu lạc bộ
Hideyuki Akai đã từng chơi cho Tochigi SC.